# 正福寺 (葛飾区)
正福寺（しょうふくじ）は、東京都葛飾区にある真言宗豊山派の寺院。新四国四箇領八十八箇所霊場第22番札所。

## 概要
奈良時代、行基によって開山された。元々は新小岩駅南口周辺にあり、本尊の阿弥陀如来は行基の作という。
1180年（治承4年）、石橋山の戦いで敗れた源頼朝が再決起して、当寺に陣を構えて援軍を待ったところ、続々と関東武士が馳せ参じたので、そのご利益に感謝して伽藍を修築したという。
その後の火災で廃寺化したが、1301年（正安3年）になり、賢栄によって中興され、現在地に移転した。

## 文化財
五鈷種子鈴　1口
葛飾区指定有形文化財
正福寺惣門末起立録・正福寺本末帳　2冊
葛飾区指定有形文化財
正福寺惣門末起立録:元文4年（1739年）

## 交通アクセス
- 新小岩駅より徒歩20分（経路案内）。